# یوهانس نیکولاس تتنس

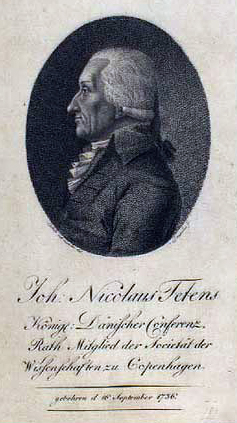
یوهانس نیکولاس تتنس

یوهانس نیکولاس تتنس (به آلمانی: Johannes Nikolaus Tetens) (زاده ۱۶ سپتامبر ۱۷۳۶ – درگذشته ۱۷ اگوست ۱۸۰۷) فیلسوف و دانشمند آلمانی بود. استاد وی در دانشگاه کیل یوهان کریستین اشنباخ مترجم آلمانی آثار برکلی بود و باید به این دلیل باشد که تتنس شناخت گسترده ای از فلسفه انگلستان داشت و با این فلسفه همدلی آشکار داشت. تتنس از 1776 تا 1789 استاد دانشگاه کیل بود که به خدمت شاه دانمارک درآمد. وی در مقام وزیر مالیه تا زمان مرگش در 1807 فعالیت برجسته ای داشت.

## دیدگاه‌ها
او روان انسان را مرکب از سه بعد می‌داند:
- ۱. باورها و عقاید
- ۲. بعد احساسات و عواطف
- ۳. بعد اراده و خواست.